# Stara Wieś (Wełecz)
Stara Wieś – przysiółek wsi Wełecz w Polsce, położony w województwie świętokrzyskim w powiecie buskim w gminie Busko-Zdrój.
W latach 1975–1998 przysiółek administracyjnie należał do województwa kieleckiego.